# Otto Roehm
Otto Frederick Roehm (Hamilton, Ontario, Canadá, 2 de agosto de 1882 - Buffalo, Nueva York, 1 de mayo de 1958) fue un luchador estadounidense que tomó parte en los Juegos Olímpicos de San Luis 1904. Aunque nació en Canadá, en 1888 obtuvo la nacionalidad estadounidense.

## Biografía
De la misma manera como en el boxeo, los participantes de pesos inferiores eran permitidos a participar en pesos superiores. Así, tomó parte en dos pruebas de lucha en aquellos Juegos Olímpicos. En la categoría del peso wélter quedó eliminado en semifinales, mientras que en el peso ligero ganó la medalla de oro, al superar en la final a su compatriota Rudolph Tesing.